# 歸剛欸
歸剛欸是台語中的「整天、成天」意指一個人整天都在做某件事情，用以斥責那些沒事做、只會亂搞、找麻煩的人。立即成為網路爆紅的迷因詞彙，源自於2021年下半年一支在抖音上流傳的影片，該影片展示了一隻被人類高舉的水母，結果導致其傘狀體脫落的情景。短短5秒的影片中，除了呈現這隻水母悲慘的經歷，畫面中還以俄文字寫下「對不起，請原諒我」的表達。這部影片在全球瘋傳，各國紛紛掀起配音潮，甚至有翻唱歌手「計畫通行」為這隻水母譜曲的現象發生。
而台灣配音最成功的，毫無疑問是網紅「永和檳榔王」。他在後製中加入了惡搞的台語配音，搭配水母生動的表情，充分展現了水母在「被騷擾」時的無奈。這些魔性的台詞吸引了大批網友的關注，使得這支影片迅速在社群媒體中爆紅，成為一個使用率極高的迷因。

## 原版用字與諧音用字
順應這股迷因熱潮，文化部也在臉書粉絲專頁分享了一篇名為「看迷因學台語：一起寫正字」的貼文，其中修正了網友誤用的「歸剛」為正確的「規工」。內文指出，最近有許多以華語文字替代台語口語的書寫現象，這種書寫方式在文字本身和發音上存在著差異。久而久之，這種現象可能導致混淆或誤讀的情況。為了解決這個問題，文化部貼文特別整理了三個大家最常使用的迷因詞彙以及它們的正確意思。這些詞彙包括「歸剛」應為「規工」，表示整天；「母湯」應為「毋通」，表示不可以；以及「修但幾列」應為「小等一下」，表示稍等一下。

## 影響

### 政府部門
2021年11月25日，中華民國海洋委員會的小編在臉書上，以科普方式分享了如何應對水母的貼文，並搭配自製的水母迷因梗圖，瞬間引發了許多網友的共鳴。11月27日，中華民國經濟部的臉書小編也在發文中提及「24小時藻礁直播」時，巧妙運用了歸剛欸一詞。在內文中，他們堅稱24小時藻礁直播確實是全天候的，並明確澄清三接並沒有蓋在藻礁上。同時，他們特別強調「工程進行三分之一了，藻礁依然在」，以消除對於藻礁環境的疑慮。